# Беретта, Оливье
Оливье Беретта (фр. Olivier Beretta, 23 ноября 1969, Монте-Карло) — монегаскский автогонщик, участник чемпионата мира по автогонкам в классе машин Формула-1.

## Биография
В 1990-91 годах участвовал во французской Формуле-3, выиграл одну гонку. В 1993 году стал шестым в международной Формуле-3000 с одной победой в сезоне, на следующий год участвовал в чемпионате мира в классе машин Формула-1 в команде «Ляррусс», очков не набрал. После Гран-при Венгрии был заменён на Филиппа Альо. В 1995-96 годах принимал участие только в гонке «24 часа Ле-Мана», а с 1997 года стартовал в чемпионате FIA GT, в котором дважды становился чемпионом в 1998—1999 годах на автомобиле «Крайслер-Вайпер». С 1999 года стартует также в чемпионате ALMS, где неоднократно был чемпионом в классе GT1 (в 1999—2000 годах на автомобиле «Крайслер-Вайпер» и в 2005—2007 годах на автомобиле «Шевроле-Корвет C6» c напарником Оливером Гэвином.) Также шесть раз становился лучшим в своём классе в гонке «24 часа Ле-Мана».

## Результаты гонок в Формуле-1
| Легенда к таблице |                                                                    |
| --- | ------------------------------------------------------------------ |
| В таблице перечислены результаты всех Гран-при Формулы-1, в которых принимал участие гонщик. Строками таблицы являются сезоны, столбцами — этапы чемпионата мира. В каждой клетке указаны сокращённое название этапа и результат, дополнительно обозначенный цветом. Расшифровка обозначений и цветов представлена в нижеследующей таблице. |                                                                    |
| \| Пример \| Описание \| \| ------------ \| ------------------------------------------------------------------ \| \| 1 \| Победитель \| \| 2 \| Второе место \| \| 3 \| Третье место \| \| 5 \| Финишировал, заработав очки \| \| Сход \| Не финишировал, но при этом заработал очки \| \| 12 \| Финишировал, не получив очков \| \| НКЛ \| Финишировал, но не попал в финальную классификацию \| \| 15 \| Участвовал вне зачёта, либо по отдельной классификации \| \| 18 \| Не финишировал, но попал в финальную классификацию \| \| Сход \| Не финишировал \| \| НКВ \| Не прошёл квалификацию \| \| НПКВ \| Не прошёл предквалификацию \| \| ДСК \| Дисквалифицирован \| \| ИСК \| Исключён из протокола соревнований \| \| ТТ \| Заявлен для участия только в тренировках \| \| НС \| Участвовал в квалификации, но не стартовал в гонке \| \| Т \| Травмирован или болен \| \| ОТК \| Отказ от участия \| \| НТР \| Прибыл на соревнования, но на трассу не выезжал \| \| НПР \| Был заявлен в числе участников, но не прибыл к началу соревнований \| \| О \| Соревнования отменены \| \| \| Не участвовал \| \| Поул-позиция \| \| \| Быстрый круг \| \| |                                                                    |
| Пример | Описание                                                           |
| 1 | Победитель                                                         |
| 2 | Второе место                                                       |
| 3 | Третье место                                                       |
| 5 | Финишировал, заработав очки                                        |
| Сход | Не финишировал, но при этом заработал очки                         |
| 12 | Финишировал, не получив очков                                      |
| НКЛ | Финишировал, но не попал в финальную классификацию                 |
| 15 | Участвовал вне зачёта, либо по отдельной классификации             |
| 18 | Не финишировал, но попал в финальную классификацию                 |
| Сход | Не финишировал                                                     |
| НКВ | Не прошёл квалификацию                                             |
| НПКВ | Не прошёл предквалификацию                                         |
| ДСК | Дисквалифицирован                                                  |
| ИСК | Исключён из протокола соревнований                                 |
| ТТ | Заявлен для участия только в тренировках                           |
| НС | Участвовал в квалификации, но не стартовал в гонке                 |
| Т | Травмирован или болен                                              |
| ОТК | Отказ от участия                                                   |
| НТР | Прибыл на соревнования, но на трассу не выезжал                    |
| НПР | Был заявлен в числе участников, но не прибыл к началу соревнований |
| О | Соревнования отменены                                              |
| | Не участвовал                                                      |
| Поул-позиция |                                                                    |
| Быстрый круг |                                                                    |

| Сезон | Команда   | Шасси          | Двигатель | Ш | 1        | 2        | 3        | 4     | 5        | 6        | 7        | 8      | 9     | 10    | 11  | 12  | 13  | 14  | 15  | 16  | Место | Очки |
| ----- | --------- | -------------- | --------- | - | -------- | -------- | -------- | ----- | -------- | -------- | -------- | ------ | ----- | ----- | --- | --- | --- | --- | --- | --- | ----- | ---- |
| 1994  | Larrousse | Larrousse LH94 | Ford      | G | БРА Сход | ТИХ Сход | САН Сход | МОН 8 | ИСП Сход | КАН Сход | ФРА Сход | ВЕЛ 14 | ГЕР 7 | ВЕН 9 | БЕЛ | ИТА | ПОР | ЕВР | ЯПО | АВС | —     | 0    |